# Сен-Жермен-де-Марансен
Сен-Жерме́н-де-Марансе́н (фр. Saint-Germain-de-Marencennes) — коммуна во Франции, находится в регионе Пуату — Шаранта. Департамент коммуны — Шаранта Приморская. Входит в состав кантона Сюржер. Округ коммуны — Рошфор.
Код INSEE коммуны — 17340.

## Население
Население коммуны на 2010 год составляло 1189 человек.
| 1962 | 1968 | 1975 | 1982 | 1990 | 1999 | 2010 |
| ---- | ---- | ---- | ---- | ---- | ---- | ---- |
| 790  | 806  | 895  | 974  | 1079 | 1038 | 1189 |